# Hierodula monochroa
Hierodula monochroa är en bönsyrseart som beskrevs av Xavier Montrouzier 1855. Hierodula monochroa ingår i släktet Hierodula och familjen Mantidae. Inga underarter finns listade i Catalogue of Life.